# ЛТУ интернашонал
ЛТУ интернашонал (енгл. LTU International; LTU је скраћеница од немачког Lufttransport-Unternehmen) је авио-комапнија са седиштем у Диселдорфу, у Немачкој. Авио-комапнија има редовне летове ка средње удаљеним и удаљеним дестинацијама, као и чартер летове. Главне базе авио-компаније су аеродром Диселдорф и аеродром Минхен.
Власници авио-компаније су Intro Verwaltungsgesellschaft (55%) и Marbach Beteiligung und Consulting (45%) (март 2007). ЛТУ има 2.892 запослена радника.

## Историја
Основна је у мају 1955. као Lufttransport Union и прве летове имала је 20. октобра 1955, из Франкфурта. Данашње име добила је 1956, а од 1961. године била је такође базирана и у Диселдорфу. ЛТУ је пета најбезбеднија авио-компанија у свету.
ЛТУ има летове ка многим популарним дестинацијама у САД из базе на аеродрому у Диселдорфу, и конкурент је на пар дестинација националној авио-компанији, Луфтханзи.
У марту 2007, компанија Ер Берлин је преузела ЛТУ интернашонал, чиме је створена четврта највећа авиокомпаниска група у Европи. Са авио-компанијом је летело 22,1 милиона путника 2006. године.

## Редовне линије
Ово је списак свих одредишта до којих Немачка авио-компанија ЛТУ Интернашонал лети на својим редовним линијама.

### Африка
- Египат
  - Луксор
  - Марса Алам
  - Хургада
  - Шарм ел Шеик
- Јужна Африка
  - Кејптаун
- Кенија
  - Момбаса
- Мароко
  - Агадир
- Маурицијус
  - Порт Луј
- Намибија
  - Виндхук
- Тунис
  - Монастир
  - Џерба

### Азија
- Либан
  - Бејрут
- Малдиви
  - Мале
- Тајланд
  - Бангкок (Аеродром Суварнабуми)
  - Пукет
- Шри Ланка
  - Коломбо

### Европа
- Бугарска
  - Бургас
  - Варна
- Грчка
  - Закинхос
  - Ираклион
  - Кавала
  - Карпатос
  - Кос
  - Крф
  - Лезбос
  - Лефкада
  - Родос
  - Самос
  - Солун
- Исланд
  - Рејкјавик (Аеродром Кефлавик)
- Италија
  - Каљари
  - Катанија
  - Напуљ
  - Рим (Аеродром Леонардо да Винчи)
- Кипар
  - Ларнака
  - Пафос
- Северна Македонија
  - Скопље (Аеродром Скопље)
- Португалија
  - Лисабон
  - Фаро
- Румунија
  - Констанца
- Србија
  - Приштина (Аеродром Приштина)
- Турска
  - Бодрум
  - Даламан
  - Истанбул (Аеродром Ататурк)
  - Измир
- Хрватска
  - Дубровник (Аеродром Дубровник)
  - Сплит (Аеродром Сплит)
- Црна Гора
  - Тиват (Аеродром Тиват)
- Шпанија
  - Аликанте
  - Алмерија
  - Валенсија
  - Гран Канарија
  - Ибица
  - Лас Палма
  - Лансароте
  - Мадрид
  - Малага
  - Махон
  - Миконос
  - Палма де Мајорка
  - Севиља
  - Тенериф - Југ
  - Тенериф - Север
  - Фуертевентура
  - Фунчал

### Северна Америка
- Доминиканска Република
  - Пуерто Плата
  - Пунта кана
  - Самана
- Јамајка
  - Монтего Беј
- Канада
  - Ванкувер
  - Едмонтон
  - Торонто (Аеродром Пирсон)
- Куба
  - Варадеро
  - Олугин
  - Хавана
- Мексико
  - Канкун
- САД
  - Форт Мајерс
  - Лас Вегас
  - Лос Анђелес
  - Мелбурн (од Новембар 7, 2007)
  - Мијами
  - Њујорк (Аеродром Џон Ф. Кенеди)

## Флота
| Тип            | Тотал | Седишта      | Регистрације                                                                   |
| -------------- | ----- | ------------ | ------------------------------------------------------------------------------ |
| БАе 146-300    | 1     |              | D-AWBA                                                                         |
| Ербас A320-200 | 10    | 168          | D-ALTB, D-ALTC, D-ALTD, D-ALTF, D-ALTG, D-ALTH, D-ALTI, D-ALTJ, D-ALTK, D-ALTL |
| Ербас A321-200 | 4     | 204          | D-ALSD, D-ALSA, D-ALSB, D-ALSC                                                 |
| Ербас А330-200 | 9     | 323 (18/305) | D-ALPA, D-ALPB, D-ALPC, D-ALPD, D-ALPE, D-ALPF, D-ALPG, D-ALPH, D-ALPI         |
| Ербас А330-300 | 3     | 361 (18/343) | D-AERK, D-AERQ, D-AERS                                                         |